# Пятидырка
Пятидырка — река в России, протекает в округе Вуктыл Республики Коми. Устье реки находится в 14 км по правому берегу реки Тельпос. Длина реки составляет 15 км. В 10 км от устья по правому берегу реки впадает река Тельпосъю.
Река берёт начало на западных склонах хребта Кузь-Кудинёр (1226,4 м НУМ), на Северном Урале. Течёт на запад и северо-запад, сразу после истока протекает между вершинами Ханавечелья и Мытсей, через 5 км от истока принимает справа более полноводную и широкую реку Тельпосъю. В верховьях Пятидырка имеет характер горного ручья, после впадения Тельпосью скорость течения составляет 0,8 м/с, а ширина около 10 м.
В нижнем течении образует острова и дробится на протоки, впадает в Тельпос несколькими рукавами. Всё течение реки проходит по ненаселённой горной тайге.

## Данные водного реестра
По данным государственного водного реестра России относится к Двинско-Печорскому бассейновому округу, водохозяйственный участок реки — Печора от водомерного поста у посёлка Шердино до впадения реки Уса, речной подбассейн реки — бассейны притоков Печоры до впадения Усы. Речной бассейн реки — Печора.
Код объекта в государственном водном реестре — 03050100212103000062378.